# Julien Darui
Julien Darui (ur. 16 lutego 1916 w Oberkornie, zm. 13 grudnia 1987 w Dijon) – piłkarz francuski grający na pozycji bramkarza. W swojej karierze rozegrał 25 meczów w reprezentacji Francji.

## Kariera klubowa
Swoją karierę piłkarską Darui rozpoczął w klubie Olympique Charleville. Grał w nim w latach 1935–1937. W 1936 roku dotarł z nim do finału Pucharu Francji. Następnie, w 1937 roku, odszedł do Olympique Lillois, z którym także grał w finale krajowego pucharu (1939 rok).
W latach 1940–1942 Darui występował w Red Star 93. W 1942 roku zdobył z nim Puchar Francji. W sezonie 1942/1943 grał w Lille OSC i z nim także wystąpił w finale pucharu. W sezonie 1943/1944 występował w ÉF Lille-Flandres, a w sezonie 1944/1945 – ponownie w Lille OSC.
W 1945 roku Darui przeszedł do CO Roubaix-Tourcoing. W sezonie 1946/1947 wywalczył z nim swoje jedyne w karierze mistrzostwo Francji. W 1953 roku odszedł do SO Montpellier, a w 1954 roku zakończył w nim swoją karierę.

## Kariera reprezentacyjna
W reprezentacji Francji Darui zadebiutował 16 marca 1939 roku w zremisowanym 2:2 towarzyskim meczu z Węgrami. Wcześniej, w 1938 roku, został powołany do kadry na mistrzostwa świata. Tam był rezerwowym zawodnikiem i nie rozegrał żadnego spotkania. W kadrze narodowej od 1939 do 1951 roku rozegrał 25 meczów.

## Kariera trenerska
Po zakończeniu kariery piłkarskiej Darui został trenerem. Prowadził takie kluby jak: CO Roubaix-Tourcoing, SO Montpellier, Olympique Lyon i CL Dijon.